# Сенои
Сенои (Senoi) — группа племён в составе аслийцев в Малайзии. Охотники и собиратели. Сенои живут во внутренних районах на севере и центре полуострова Малакка (штаты Перак, Келантан, Паханг), отд. группы — на западе Малаккского полуострова (штаты Селангор и Негри Сембилан). Численность около 40 тыс. человек. По расовому типу — веддоиды. Вместе с семангами (негритосы) и джакунами (особая древняя малайская ветвь австралоидов («протоавстраломонголоидов» или «недифференцированных австраломонголоидов»), ставших одними из прародителей южных монголоидов Малакки) составляют группу меньшинств, коренных народов Малайзии. Они самые многочисленные из трех.
Включают следующие группы:
- семай (мак серак),
- ях хут,
- мак дарат,
- семок бери (бисик),
- бесисик,
- че вонг (си вонг),
- темиар

Языки сеноев относятся к аслийской (семанг-малаккской) группе мон-кхмерских языков аустроазиатской семьи. Делятся на две группы:
- средне-аслийская (= сенои) с языками ланох, темиар, семай (сакай, семнам, сабум) и джахут (ях хут).
- южно-аслийская (= часть сеноев и протомалайцев) с языками семок-бери, семелай (вкл. диалект темок), бесиси (= бисик).

## Эзотерические практики
По некоторым данным, сенои широко используют осознанные сновидения для достижения счастья и психического здоровья.
Перед Второй мировой войной Кайлтон Стюарт сделал выездную исследовательскую работу,
изданную в начале 1950-х. Парапсихолог Чарльз Тарт и педагог Джордж Леонард позже предали гласности достояние Стюарта и центр Esalen Institute.
Более поздние исследователи были неспособны подтвердить исследования Стюарта. В 1985 г. Уильям Домхофф утверждал в «The Mystique of Dreams», что антропологи, которые работали с людьми теммия из группы сеноев, сообщают, что те знакомы с осознанными сновидениями, но что для них это не очень важно.